# Giá trị thặng dư tương đối

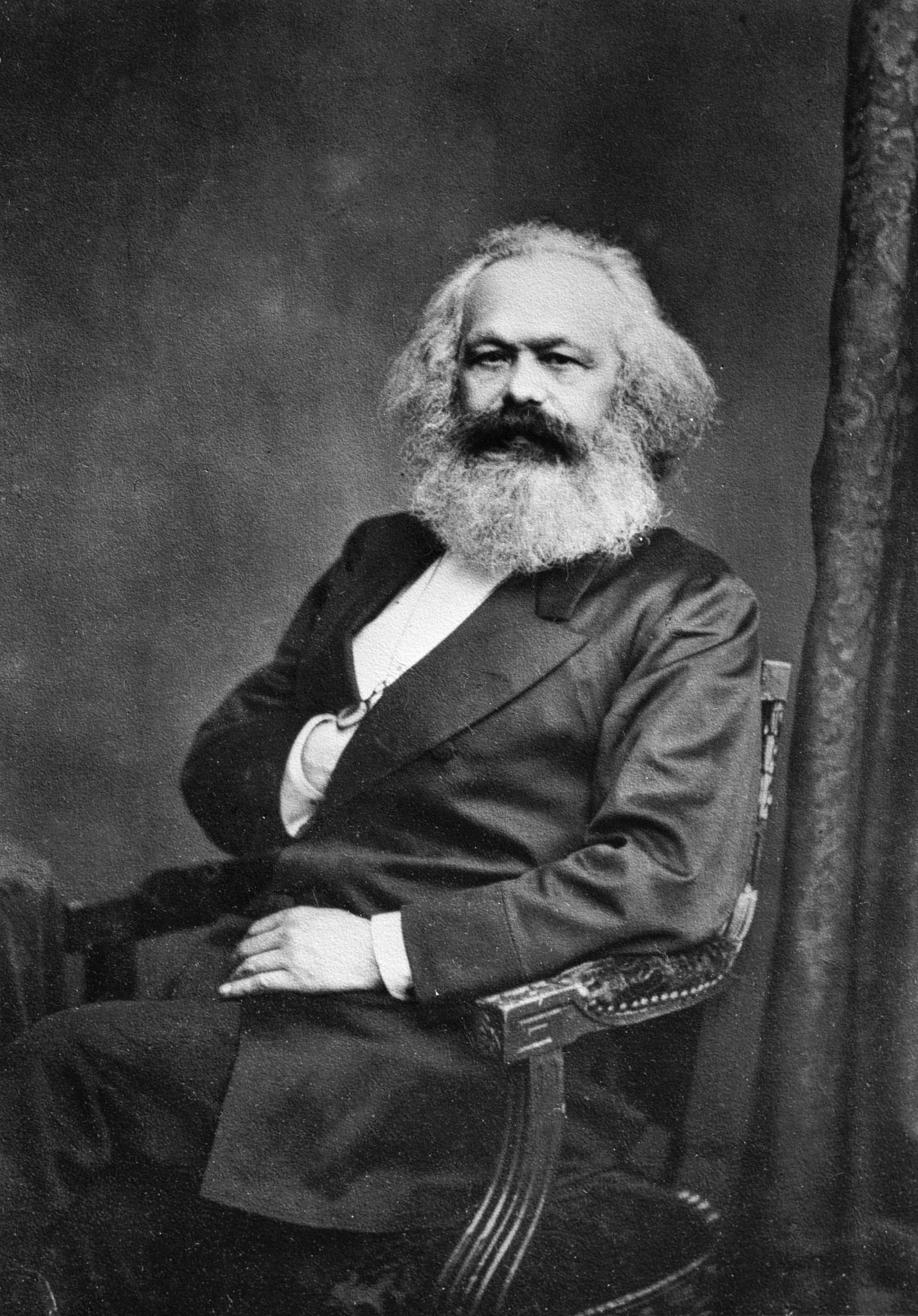
Mác - người đưa ra các khái niệm về kinh tế chính trị

Trong kinh tế chính trị Marx-Lenin, giá trị thặng dư tương đối là giá trị thặng dư thu được do rút ngắn thời gian lao động tất yếu bằng cách nâng cao năng suất lao động trong ngành sản xuất ra tư liệu sinh hoạt để hạ thấp giá trị sức lao động, nhờ đó tăng thời gian lao động thặng dư lên ngay trong điều kiện độ dài ngày lao động, cường độ lao động vẫn như cũ.
Ví dụ, ngày lao động là 10 giờ, trong đó 5 giờ là lao động tất yếu, 5 giờ là lao động thặng dư. Nếu giá trị sức lao động giảm đi 1 giờ thì thời gian lao động tất yếu xuống còn 4 giờ. Do đó, thời gian lao động thặng dư tăng từ 5 giờ lên 6 giờ và m' tăng từ 100% lên 150%.
Để hạ thấp giá trị sức lao động thì phải giảm giá trị các tư liệu sinh hoạt và dịch vụ cần thiết cho người công nhân. Muốn vậy phải tăng năng suất lao động xã hội trong các ngành sản xuất tư liệu tiêu dùng và các ngành sản xuất tư liệu sản xuất để trang bị cho ngành sản xuất ra các tư liệu tiêu dùng.